# Kaiyuantempel van Chaozhou
De Kaiyuantempel van Chaozhou is gelegen aan de Kaiyuanstraat van stadsprefectuur Chaozhou in de Chinese provincie Guangdong. 
Het werd gebouwd in 738, het 26e regeerjaar van de Tang-dynastie keizer Kaiyuan Li Longji. De tempel heette eerst Lianhuatempel/莲花寺. Tijdens de Yuan-dynastie heette het Kaiyuan Wanshou Chanklooster/开元万寿禅寺. Na de Ming-dynastie heette het Kaiyuan Zhen Guo Chanklooster/开元镇国禅寺 dat tot nu toe ook als naam voor deze tempel wordt gebruikt. 
De tempel staat op de lijst Nationale Chinese belangrijkste tempels van het Boeddhisme in Han-Chinees gebied